# Eddy Meeùs
Pour les articles homonymes, voir Meeus.
Eddy Meeùs, né le 15 décembre 1925 à Anvers et mort le 24 novembre 2001, est un homme d'affaires belge originaire d'Anvers, fondateur du groupe Walibi. 
Il est né dans une famille francophone belge composée de son père, agent de change et gestionnaire de fortune, de sa mère ainsi que de deux frères aînés. Leur foyer est alors situé dans la ville d'Anvers, précisément au no 151, Belgiëlei (nl).

## Carrière
Après une carrière de « planteur » de quinquina, de thé et de café au Zaïre, la  république démocratique du Congo actuelle, Eddy Meeùs décide au début des années 1970 de recommencer une activité en Belgique.
Au départ d'une licence de téléski nautique, l'idée lui vient de créer un centre de loisirs qui deviendra un parc d'attractions. Le concept nouveau est d'offrir l'accès à l'ensemble du parc pour un prix forfaitaire. Étalé sur trois communes, le parc prend son nom des deux premières lettres des communes sur lesquelles il est implanté : Wavre, Limal et Bierges. (Wa+Li+Bi = Walibi). Un kangourou (jeu de mots entre Wallaby et Walibi) en sera la mascotte.
En 1975, Walibi accueille 45 000 visiteurs. Rapidement le parc connaîtra une forte croissance (250 000 en 1976, 450 000 en 1977 pour atteindre le million en 1981). Le prix forfaitaire, la publicité et les nouveautés de niveau belge ou européen en font le leader des parcs d’attractions en Belgique. Au début, les attractions comme La Rivière sauvage, Le Temple du Soleil et Le Secret de La Licorne de Tintin, Tornado (premières montagnes russes avec double inversion en Europe), Sirocco ou Le Palais d'Ali Baba en feront un parc d’attractions familial.
Après avoir transformé son entreprise en un groupe de loisirs avec un ensemble de neuf parcs (Walibi Wavre, Aqualibi, Bellewaerde, Mini-Europe et Océade en Belgique ; Walibi Schtroumpf, Walibi Rhône-Alpes et Walibi Aquitaine en France et Walibi Flevo aux Pays-Bas), Eddy Meeùs vend l'ensemble du groupe à Premier Parks en 1998, sauf Mini-Europe et Océade qui sont repris par son fils, Thierry Meeùs.
La Fondation Meeùs est créée en 2001, année de la mort d'Eddy Meeùs.

## Source
Le livre Hors des sentiers battus, du Kivu à Walibi retrace l’histoire d’Eddy Meeùs en Afrique et à Walibi jusqu’en 1998, Édition Clepsydre,  (ISBN 2-930304-07-3).